# غيدو روسيلي
غيدو روسيلي (بالإيطالية: Guido Rosselli)‏ مواليد 25 مايو 1983 في إمبولي، إيطاليا، هو لاعب كرة سلة إيطالي بدأ مسيرته الاحترافية في سنة 2002 يلعب في ليغا باسكيت الدرجة الأولى ويحمل الرقم 7. يبلغ طوله 6 قدم 6 بوصة (2.0 م).

## روابط خارجية
- غيدو روسيلي على موقع الاتحاد الدولي لكرة السلة (الإنجليزية)
- غيدو روسيلي على موقع كرة السلة الأوروبية.كوم (الإنجليزية)
- غيدو روسيلي على موقع ريلجم (الإنجليزية)
- غيدو روسيلي على موقع بروبوليرز (الإنجليزية)
- غيدو روسيلي على موقع سبورتس رفرنس (الإنجليزية)